# عشتاريات
عشتاريات (الاسم العلمي: Astartidae)، فصيلة حيوانات بحرية من الرخويات صفيحيات الخياشيم ورتبة أشباه القلبيات.